# Nohant-Vic
Nohant-Vic é uma comuna francesa na região administrativa do Centro, no departamento Indre. Estende-se por uma área de 20,91 km². Em 2010 a comuna tinha 462 habitantes (densidade: 22,1 hab./km²).